# Ла-Мотт-д’Эг
Ла-Мотт-д’Эг (фр. La Motte-d'Aigues) — коммуна во французском департаменте Воклюз региона Прованс — Альпы — Лазурный Берег. Относится к кантону Пертюи.

## Географическое положение

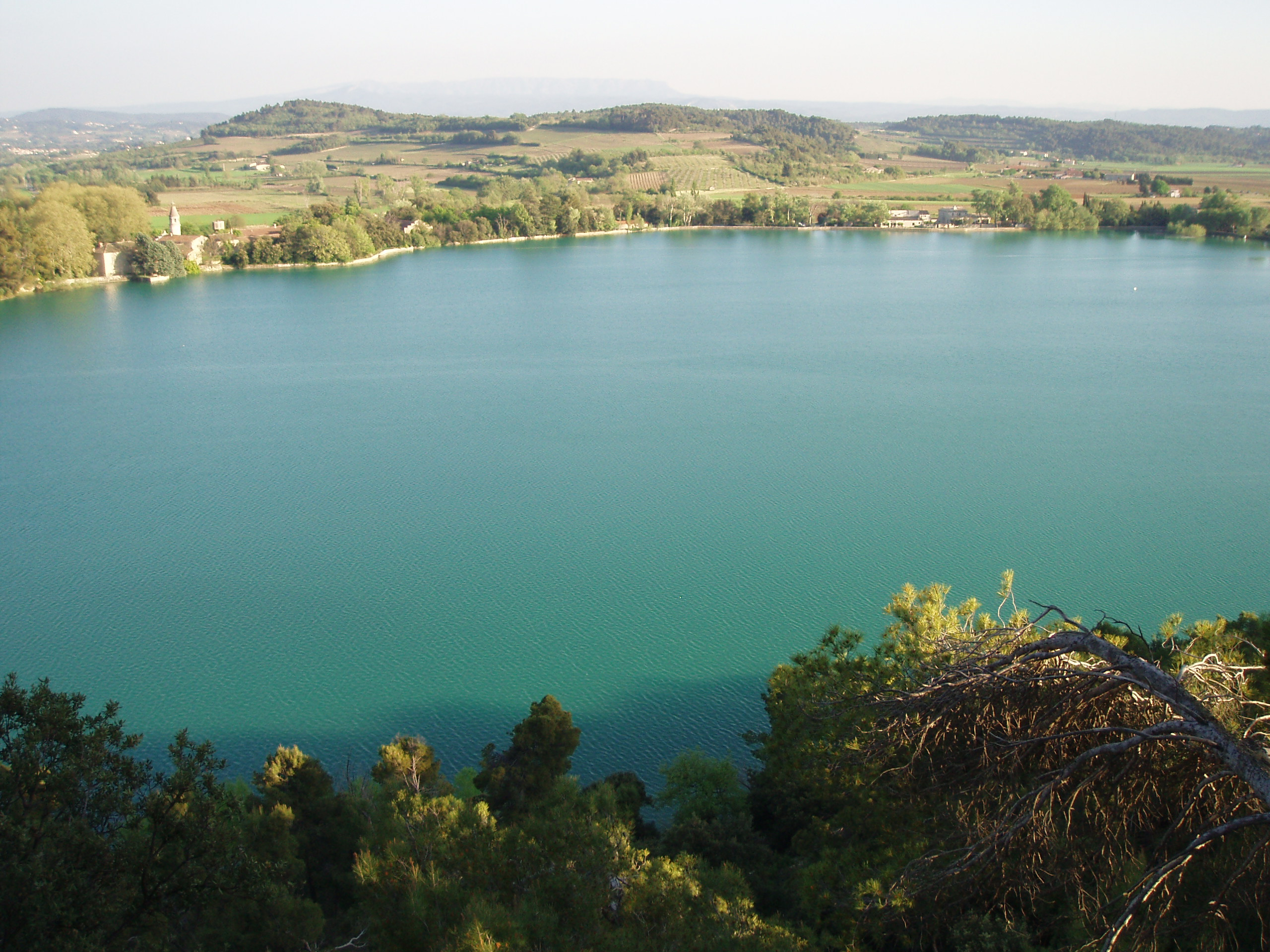
Пруд Бонд в окрестностях Ла-Мотт-д’Эг.

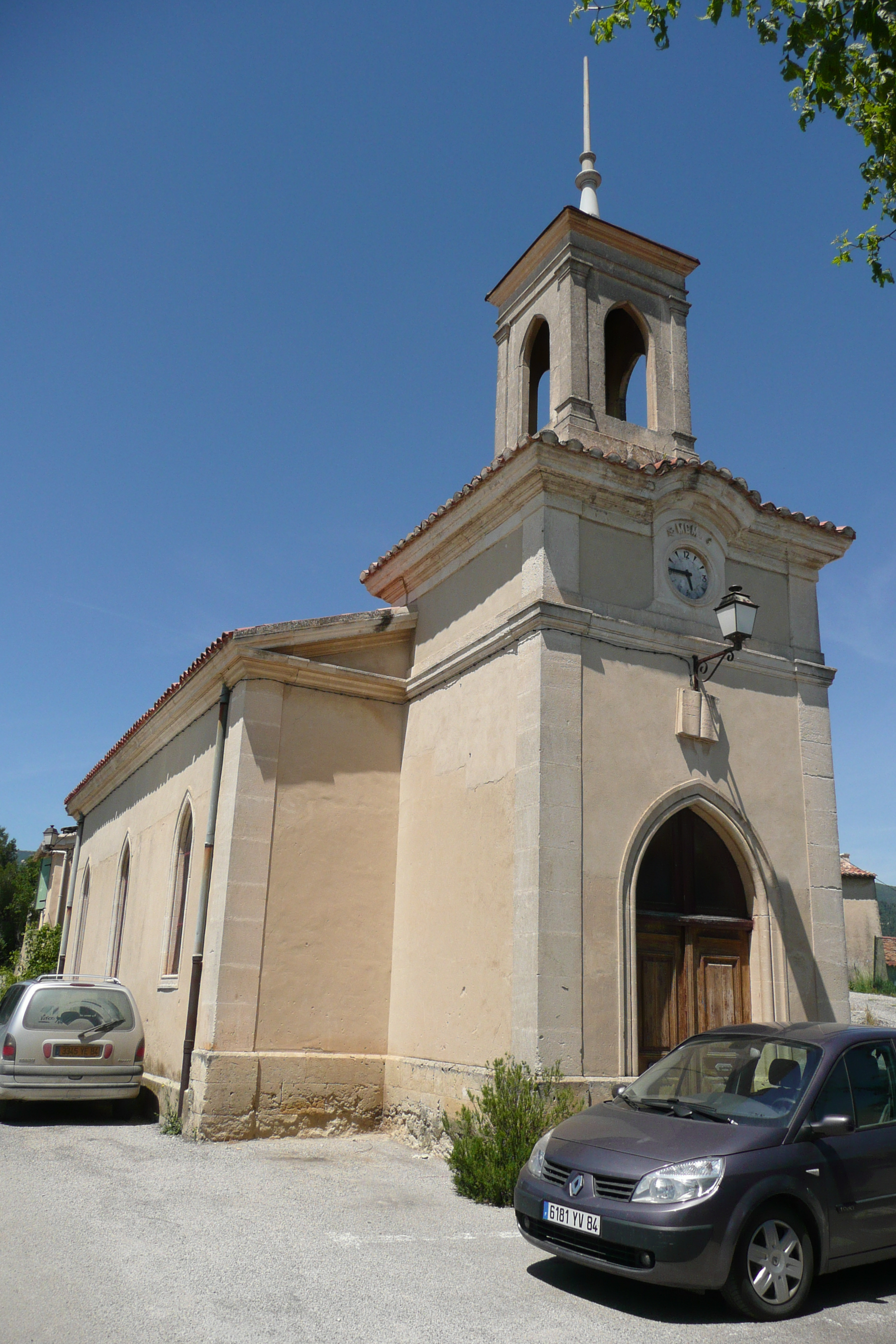
Церковь в Ла-Мотт-д’Эг.

Ла-Мотт-д’Эг расположен в 60 км к востоку от Авиньона. Соседние коммуны: Пейпен-д’Эг на северо-востоке, Ла-Бастид-де-Журдан и Грамбуа на востоке, Сен-Мартен-де-ла-Браск на юго-востоке, Санн на юго-западе, Кабрьер-д’Эг на северо-западе.

## Демография
Население коммуны на 2010 год составляло 1350 человек.
| 1962 | 1968 | 1975 | 1982 | 1990 | 1999 | 2010 |
| ---- | ---- | ---- | ---- | ---- | ---- | ---- |
| 295  | 371  | 442  | 591  | 748  | 1009 | 1350 |

## Достопримечательности
- Пруд Бонд, 30 га, создан в XV веке как водоём для замка Ла-Тур-д’Эг, используется ныне для ирригации. Крупнейший водоём Люберона и департамента Воклюз.
- Замок Ла-Мотт-д’Эг.
- Памятник павшим.